# Aquivaldo Mosquera
Aquivaldo Mosquera (Apartadó, 1981. június 22. –) kolumbiai válogatott labdarúgó, a Club América csapatkapitánya, hátvéd.
Pályafutását az Atlético Nacionalban kezdte. Megfordult Mexikóban a CF Pachuca gárdájánál, amivel elhódította a bajnoki címet és a Copa Sudamericanát 2006-ban.

## Sikerei, díjai
- Mexikói aranylabda: 2007

 Atlético Nacional
- Kolumbiai bajnokság
  - bajnok: 2005

 Pachuca
- Mexikói bajnokság
  - bajnok (3): 2005–06, 2006–07, 2015–16
- Copa Sudamericana
  - győztes: 2006
- CONCACAF-bajnokok ligája
  - győztes: 2007

 Sevilla FC
- Spanyol szuperkupa
  - győztes: 2007

 Club América
- Mexikói bajnokság
  - bajnok: 2012–13